# Hemiberlesia ocellata
Hemiberlesia ocellata är en insektsart som beskrevs av Sadao Takagi och Yamamoto 1974. Hemiberlesia ocellata ingår i släktet Hemiberlesia och familjen pansarsköldlöss. Inga underarter finns listade i Catalogue of Life.